# 赤羽村 (群馬県)
赤羽村（あかばねむら）は、群馬県の南東部、邑楽郡に属していた村。

## 地理
- 河川：谷田川

## 歴史
- 1889年（明治22年）4月1日 - 町村制施行により、赤生田村、羽附村が合併し赤羽村が成立する。
- 1954年（昭和29年）4月1日 - 周辺1町6村（館林町、郷谷村、大島村、六郷村、三野谷村、多々良村、渡瀬村）と合併し館林市となる。

## 教育

### 学校
- 小学校
  - 赤羽村立赤羽小学校（現：館林市立第五小学校）

## 関連文献
- 『赤羽村誌』群馬県邑楽郡赤羽尋常高等小学校、1928年。NDLJP:1036420。